# Antonino di Sorrento
, nato Antonino Cacciottolo e noto anche come sant'Antonino abate (Campagna, dopo il 550 – Sorrento, 14 febbraio 625), è stato un benedettino, eremita e abate; proclamato santo dalla Chiesa cattolica, è il patrono di Campagna, Sorrento, Arola (frazione del comune di Vico Equense) e dell’Arcidiocesi di Sorrento-Castellammare di Stabia.

## Biografia
Nacque dopo del 550 nel casale San Silvestro in Campagna. Figlio di Vitale Alessandro Catello (cognome modificato in Cacciottolo per derivazione dialettale) e Adelicia Maddalena De Berea, fra il 555 e il 556 divenne orfano di entrambi i genitori; accolto dai benedettini dell'abbazia di Santa Maria de Strada (o di Furano) di Campagna, vi rimase iniziando il suo noviziato fino alla fine del 500.
Entrò nel monastero benedettino di Montecassino, (sebbene alcune notizie di agiografi del Seicento e dell'Ottocento individuano il monastero presso la sua città natale), ma ben presto, in seguito all'assalto longobardo del 589 dovette riparare a Castellammare di Stabia, ospitato dal vescovo Catello, poi divenuto santo e patrono di questa città.
Divenuto uomo di fiducia del vescovo e poi vicario diocesano, chiese e ottenne da Catello il permesso a ritirarsi sul vicino Monte Aureo essendo desideroso di un periodo di eremitaggio, subito raggiunto dallo stesso Catello; qui i due religiosi fondarono un eremo, che ben presto dovettero abbandonare in seguito ad accuse di apostasia e culti idolatrici che misero in allarme papa Sabiniano.
Dopo breve tempo i due furono prosciolti dalle accuse (grazie a papa Bonifacio III) e poterono riprendere le loro attività di ampliamento della chiesa sul monte che ben presto divenne meta di intensi pellegrinaggi dalla vicina città di Sorrento.
Antonino fu invitato dai sorrentini a trasferirsi in città, presso il monastero benedettino di Sant'Agrippino (618) di cui divenne ben presto abate, espandendo oltremodo la sua fama di santità anche per i numerosi miracoli di cui sarebbe stato protagonista.
Prima di giungere a Sorrento, nel discendere dal Monte Aureo (il Monte Faito), attraversò le diverse contrade di Vico Equense cercando ristoro e chiedendo un sorso d'acqua che gli fu rifiutato da tutte le persone incontrate. In quei tempi procurarsi l'acqua era un lavoro duro pertanto ognuno, una volta riuscito a procurarsela, si guardava bene dal separarsene.
Giunto nella contrada di Arola, invece, incontrò un'anziana signora che  con generosità, prontamente gli offrì da bere.
Nel ringraziare la vecchina, si narra che Sant'Antonino disse: "Dovunque scaverete in questo paese, possiate trovar sempre abbondanti le acque".
Da allora, ad Arola, non ci sono stati mai problemi di siccità ed è uso comune esclamare "ovunque si scavi è possibile trovare l'acqua e realizzare un pozzo".
Una volta dissetatosi, sempre secondo la leggenda, Sant'Antonino piantò tre ghiande e le innaffiò con l'acqua offertagli dalla vecchina. Da quelle ghiande nacquero tre querce. Di una delle tre è conservato un pezzo di un ramo conservato sotto alla statua del Santo posizionata ad Arola, in piazza Sant'Antonino.
Morì il 14 febbraio 625.

## Culto
Il suo corpo fu messo in una cassa deposta nella muraglia del convento, avendo detto ai suoi seguaci, poco prima di spirare che non voleva essere seppellito «né dentro né fuori dalla città».
Da questo scaturì l'episodio noto come Miracolo della costa di Sant'Antonino: durante lavori di scavo delle mura un operaio sarebbe stato colpito ad un occhio da una costa del santo, rimanendo accecato ma, in seguito alla processione ordinata dal vescovo, ci fu la guarigione immediata del malcapitato.
La Chiesa cattolica lo ricorda il giorno 14 febbraio:
(Martirologio Romano)

## Santuari
- Basilica di Sant'Antonino - Sorrento.
- Parrocchia di Sant'Antonino - Arola (Vico Equense).
- Chiesa del Santissimo Salvatore e Sant'Antonino - Campagna.